# Methylglyoxal
Methylglyoxal (MGO), auch als 2-Oxopropanal bezeichnet, ist die reduzierte Form der Brenztraubensäure und besitzt die Summenformel C3H4O2. Es besitzt zwei Carbonylgruppen und ist gleichermaßen Aldehyd und Keton. Es ist der einfachste Vertreter aus der Gruppe der Ketoaldehyde.

## Analytik
Die zuverlässige qualitative und quantitative Bestimmung in den unterschiedlichen Untersuchungsmaterialien gelingt nach adäquater Probenvorbereitung durch Kopplung der Gaschromatographie bzw. HPLC mit der Massenspektrometrie.

## Biologische Bedeutung
In Organismen entsteht das Methylglyoxal häufig als Nebenprodukt von Stoffwechselvorgängen, insbesondere im Zusammenhang mit der Glykolyse. Es wird bei der nichtenzymatischen Eliminierung der Phosphatgruppe des Glycerinaldehyd-3-phosphats bzw. des Dihydroxyacetonphosphats (DHAP) gebildet. Beide Stoffe stellen Zwischenprodukte der Glykolyse dar, die bei der Aldolspaltung des Fructose-1,6-bisphosphats durch die Aldolase entstehen. Da das Methylglyoxal jedoch eine zytotoxische Wirkung aufweist, besitzt der Körper einen Abbaumechanismus, bei welchem der Stoff durch die Enzyme Glyoxylase I und Glyoxylase II in Lactat umgewandelt wird.
Die Bedeutung des Methylglyoxals für die Entstehung der diabetischen Nervenerkrankung wurde im Jahr 2012 entdeckt. Methylglyoxal bindet direkt an die schmerzleitenden Nervenbahnen und macht diese überempfindlich.
Methylglyoxal ist in Manuka-Honig in messbaren Konzentrationen enthalten.
Es wird auch diskutiert, ob ein erhöhter Methylglyoxal-Spiegel nicht die Folge von zu hohem Blutzuckerspiegel ist, sondern vielmehr die Ursache dafür und auch insgesamt für eine Diabetes II-Erkrankung.